# Сторге
Сторге́ (др.-греч. στοργή) — привязанность. Одно из четырёх древнегреческих слов (наряду с э́рос, филия, агапе), переводимых на русский как любовь.

## Общая характеристика
Древние греки так называли семейную, родственную любовь, привязанность, любовь, которую испытывают родители по отношению к детям и, соответственно, любовь детей к родителям.
В социальной психологии термин «сторге» используется для обозначения любви, развившейся из дружбы или близкой к ней. Так, в концепции Джона Алана Ли, выделяющего шесть стилей, или «цветов», любви, сторге — один из трёх базовых видов любви, наряду с эросом и людусом; в комбинации с людусом она образует практичную любовь-«прагму», а в комбинации с эросом — бескорыстную любовь-«агапэ».